# 聚伞翠雀花
聚伞翠雀花（学名：Delphinium laxicymosum）是毛茛科翠雀属的植物，是中国的特有植物。分布于中国大陆的四川等地，生长于海拔3,100米的地区，常生于山地灌丛中，目前尚未由人工引种栽培。

## 异名
- Delphinium laxicymosum W. T. Wang var. pilostachyum W. T. Wang